# آلفرد جوزف بسل-براون
آلفرد جوزف بسل-براون (انگلیسی: Alfred Bessell-Browne؛ ۳ سپتامبر ۱۸۷۷ – ۳ اوت ۱۹۴۷) فرد نظامی اهل نیوزیلند بود. وی همچنین برندهٔ جوایزی همچون نشان حمام و نشان خدمات برجسته (ارتش آمریکا) شده‌است.